# District de Lezhë

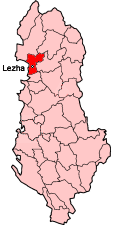

Le district de Lezhë est un des 36 districts albanais. Il a une superficie de 479 km2 et compte 80 000 habitants. Sa capitale est Lezhë. Le district dépend de la préfecture de Lezhë.
Il est mitoyen des districts albanais de Shkodër, Pukë, Mirditë, Krujë et Kurbin. Il a aussi une façade sur la mer Adriatique.

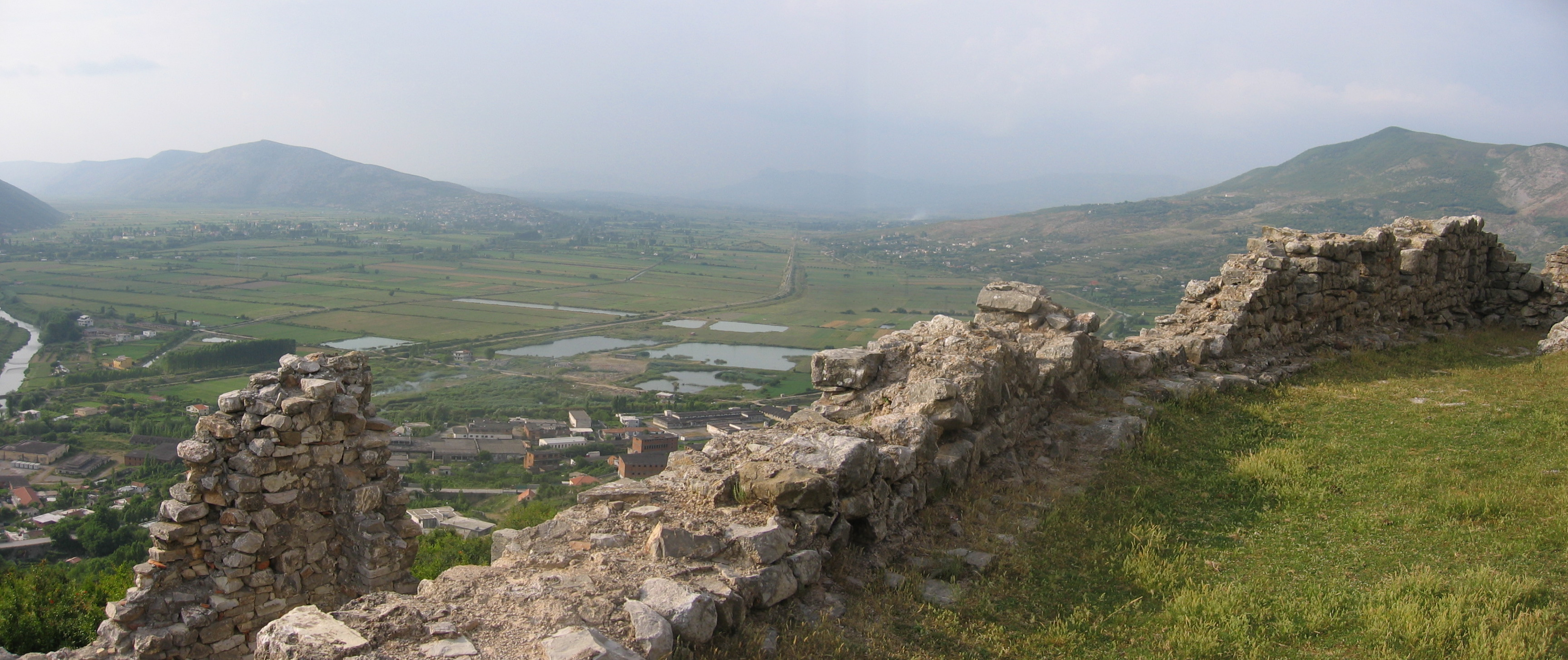
La plaine de Zadrima dans le nord de l'Albanie vue du château de Lezha